# Calcarobiotus digeronimoi
Espèce
Calcarobiotus digeronimoi est une espèce de tardigrades de la famille des Macrobiotidae.

## Distribution
Cette espèce est endémique de Thaïlande. Elle se rencontre dans le parc national de Khao Yai.

## Description
Calcarobiotus digeronimoi mesure de 200 à 338 µm.

## Étymologie
Cette espèce est nommée en l'honneur d'Italo Di Geronimo.

## Publication originale
- Pilato, Binda & Lisi, 2004 : Notes on some tardigrades from Thailand, with descriptions of two new species. New Zealand Journal of Zoology, vol. 31, no 4, p. 319-325 (texte intégral).